# Palais Corsini Suarez
 (mars 2025).
Le Palazzo Corsini-Suarez ou Palazzo della Commenda est situé près de la Piazza San Felice, dans le quartier de l'Oltrarno à Florence.

## Histoire et description
Le palais était la résidence de la famille Corsini après leur palais Antinori Corsini à Borgo Santa Croce. Il a été construit à la fin du XIVe siècle  après la démolition de maisons incendiées lors de l'émeute des Ciompi en 1378. Dans l'une de ces maisons, on raconte qu'Andrea Corsini est né en 1301. Les travaux ont été promus par Filippo Corsini, six fois gonfalonnier de justice ; diverses sources racontent comment trois bâtiments ont été fusionnés, avec une seule façade à l'extérieur. Les armoiries des Corsini sur la façade remontent donc au début du XVe siècle.
À la mort de Filippo, le palais passa à son fils Gherardo et fut ensuite transmis par héritage jusqu'en 1559, date à laquelle la branche familiale s'éteignit.
Après plusieurs changements de propriétaire, le bâtiment fut acheté en 1590 par le noble espagnol - né à Ségovie - Baldassarre Suarez de la Concha, qui y établit le siège de la Commanderie, pour laquelle le palais prit son nouveau nom.
Suarez, après avoir acheté quelques bâtiments adjacents pour agrandir son palais, le fit rénover par Gherardo Silvani, qui ajouta le grand portail à la façade et les fenêtres du rez-de-chaussée. Les travaux se poursuivirent jusqu'en 1625 environ et touchèrent également la cour, avec les chapiteaux sculptés en pietra serena (avec les armoiries de Suarez et l'Ordre de Saint-Étienne), les arcs en ogive et les voûtes d'arêtes, ainsi que la partie arrière du palais. Le troisième étage remonte également à cette intervention.
Au premier étage, une galerie entoure la cour, montrant d'en bas un plafond à caissons en bois avec des rosaces sculptées.
Lors d'un récent projet de restauration, certaines décorations de sgraffiti monochromes qui décoraient autrefois la façade du premier étage sont réapparues, probablement créées en 1618 à l'occasion du mariage du fils de Balthasar avec une femme d'une branche des cadets des Médicis, Maria, comme le suggèrent quelques armoiries héraldiques trouvées.
Après l'extinction de la famille Suarez en 1799 et la suppression de l'ordre chevaleresque, le palais devint propriété de l'État et appartient aujourd'hui à la municipalité de Florence. Il abrite aujourd'hui les archives du XXe siècle du Cabinet Vieusseux.

## Galerie

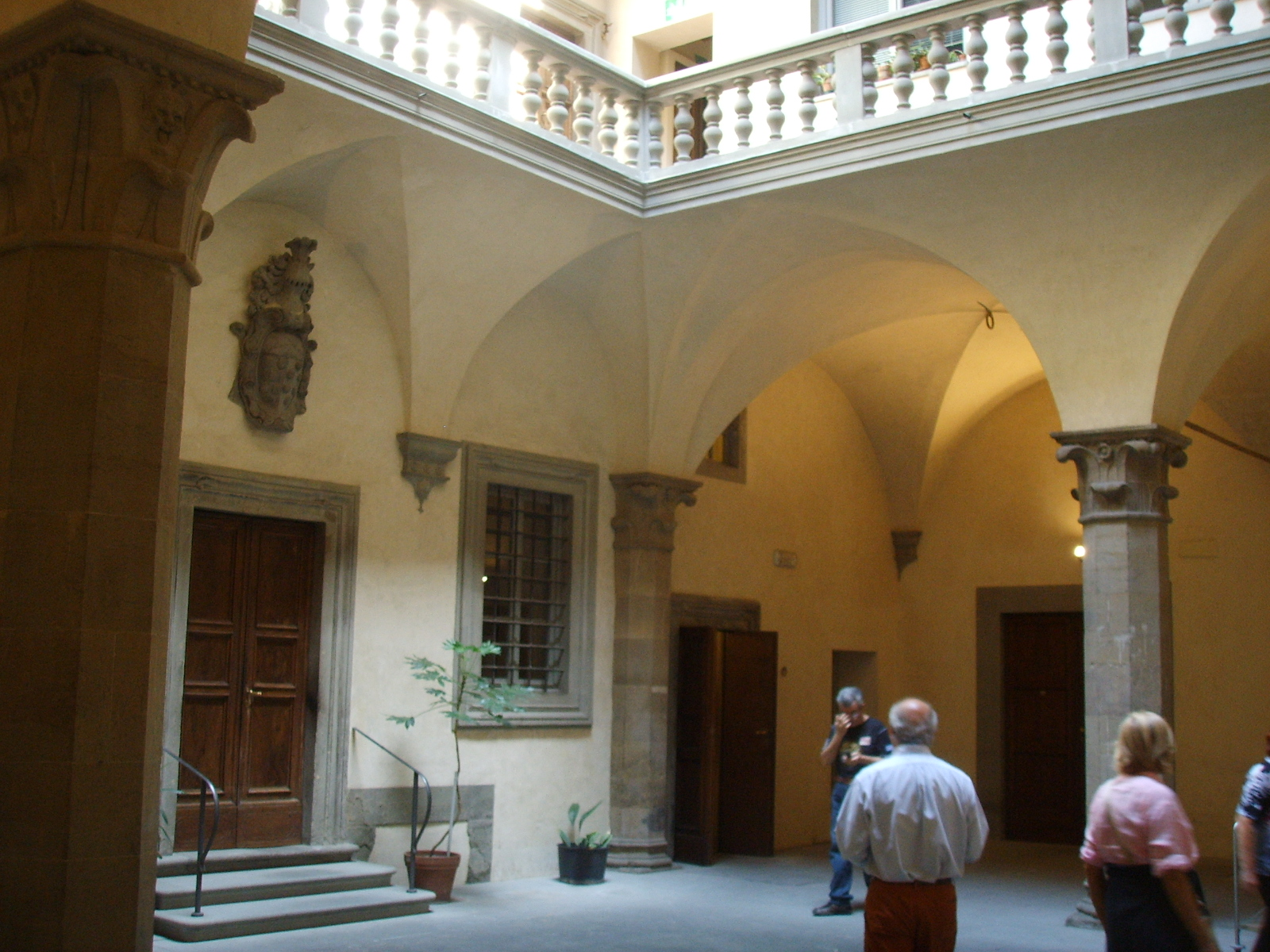
Cortile.
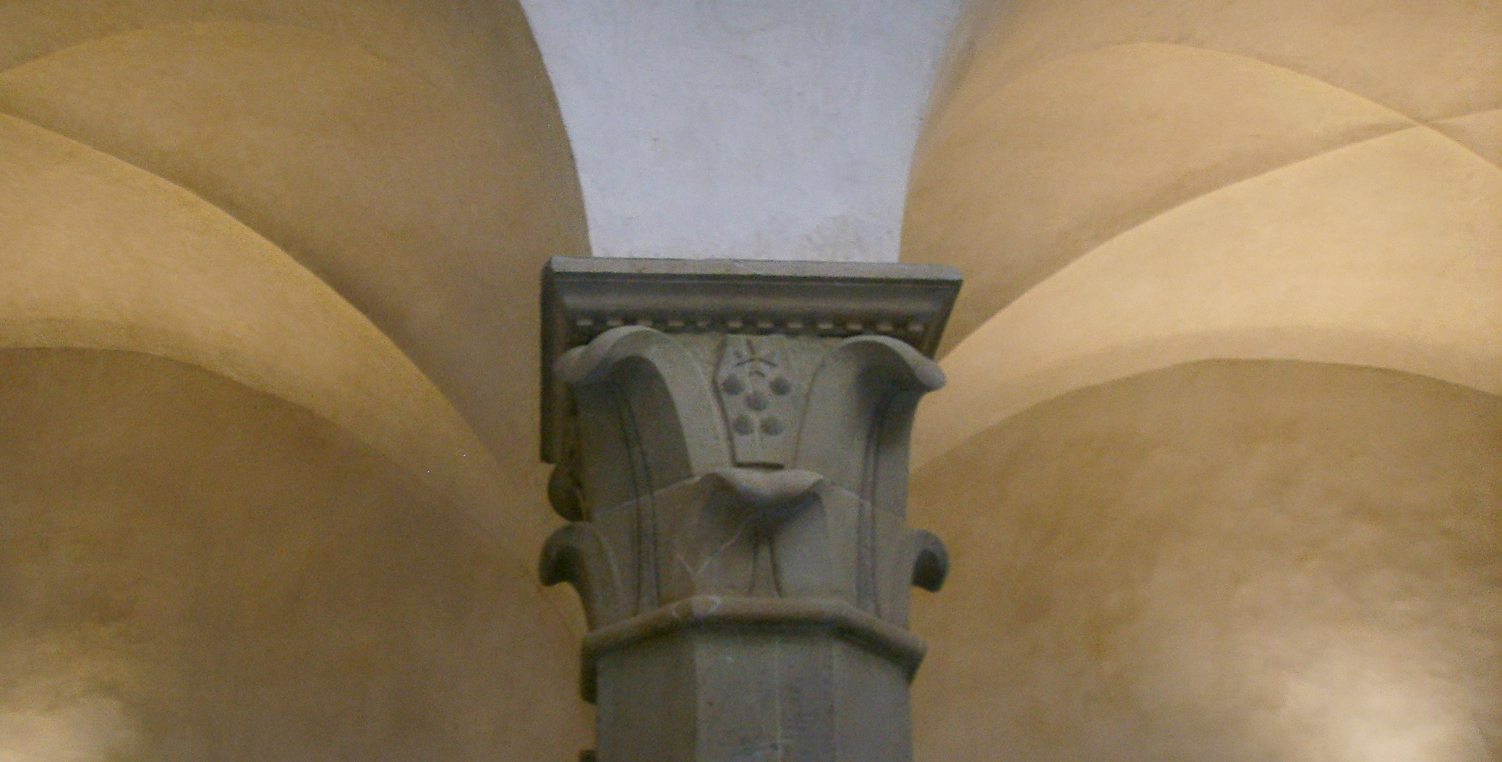
Chapiteau sculpté.
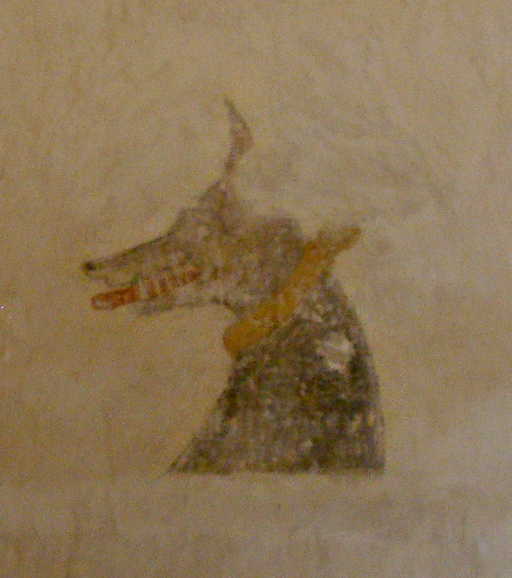
Tête de chien, fresque du cortile.